# Villa de Leyva
Villa de Leyva è un comune della Colombia facente parte del dipartimento di Boyacá.
Il centro abitato venne fondato da Hernán Suárez de Villalobos nel 1572. Si trova 40 km a ovest di Tunja, capitale del dipartimento. Fu fondata nel 1572 con il nome di Villa de Santa María de Leyva, riconosciuta come monumento nazionale nel 1954. Caratterizzata dal conservare la sua architettura di stile coloniale e dall'avere i più svariati paesaggi rurali che comprendono dalla zona di brughiera con le folte riserve e nascite di corsi d'acqua alla zona desertica. Di notevole rilievo anche l'enorme piazza principale lastricata (area di 1,4 ettari) fiancheggiata da vecchie strutture coloniali. Ritenuto uno dei comuni più belli della Colombia, l'area geografica e i dintorni sono una delle destinazioni turistiche più frequentate di tutto il Paese. A Villa de Leyva si arriva per via terrestre attraverso le strade che collegano Tunja (capitale del dipartimento di Boyacá), con Chiquinquirá, Arcabuco y Santa Sofía (Boyacá).

## Storia

### Era precolombiana
La presenza umana nella regione può essere fatta risalire a 12 000 anni prima di Cristo. Nel XVI secolo, la valle di Zaquencipá faceva parte del territorio dei popoli Muisca, che occupavano l'altopiano Cundiboyacense (Cundinamarca, Boyacá e parte di Santander) in un'area di 30000 km². Questi popoli avevano lingue che appartenevano alla famiglia linguistica Chibcha. Coltivavano mais, fagioli, patate, legumi, tuberi, pomodori, avocado, tra gli altri alimenti. Ancora oggi nella regione si trovano tracce della cultura Muisca: l'osservatorio di Zaquencipá, i pittogrammi di Sáchica, Iguaque e altri, oltre a preziosi esempi di ceramica e scultura.
La zona alta di Villa de Leyva, dove si trovano la brughiera e la laguna di Iguaque, ha avuto un ruolo fondamentale nella cultura di questa località, poiché la sua cosmogonia si basa sul culto e sulla cura di questa laguna che le ha dato origine il mito di Bachue.

### Secoli XVI-XVIII
Una volta arrivati, i conquistatori spagnoli entrarono nel territorio dei Muisca, che a volte opposero resistenza, altre volte entrarono in conflitto con i nuovi arrivati. L'ingresso del conquistatore Gonzalo Jiménez de Quesada nel territorio, diretto verso le terre di Zipa, avvenne nell'estremo nord-ovest. Nel marzo del 1537 attraversò Sorocota, la valle del Moniquirá, Suta e Tinjacá. Da lì tutto il territorio, all'interno della nuova divisione amministrativa coloniale, passò sotto la giurisdizione della provincia di Tunja e del comune di Sáchica. Dietro i cavalli e le predazioni, arrivarono nella zona gli evangelizzatori: intorno all'anno 1533 costruirono un tempio, di cui oggi sono le rovine, poiché abbandonato a causa della migrazione indigena causata dalla povertà del suolo e dalla scarsità di cibo. Il convento di Candelaria (fondato dagli Agostiniani nel 1604) e quello di Santo Ecce-Homo (fondato dai Domenicani nel 1620), vennero successivamente come altri centri di evangelizzazione. L'atto di fondazione della Villa de Santa María de Leyva fu firmato il 12 giugno 1572 da Hernán Suárez de Villalobos, tenente Corregidor e sindaco giustizia della città di Tunja. Lo scopo principale della fondazione della città era quello di creare un luogo dove i soldati spagnoli, dopo le loro attività militari, potessero stabilirsi e ottenere terre. L'obiettivo era risolvere i problemi sociali, come la disoccupazione nelle città di Tunja e Vélez, e creare una grande dispensa alimentare per le città circostanti. Per questo motivo la città possiede una delle piazze più grandi del Sud America, poiché lì si formavano gli eserciti e si davano ordini ai reggimenti militari. Tuttavia, questa situazione generò "diversi conflitti, soprattutto perché la città era insediata su terre coltivate da popolazioni indigene". La fondazione fu realizzata poco più a nord, nei pressi di quello che oggi è conosciuto come Osservatorio astronomico Muisca del Infiernito. Tuttavia, questa posizione fu dichiarata illegale perché violava le Leggi delle Indie, che non consentivano la "fondazione di città su terre debitamente sfruttate... schiavizzando gli indiani e spogliandoli delle loro proprietà... non si sarebbe preso nulla" contro la sua volontà". Pertanto nel 1575 si spostò poco a sud e successivamente, nel 1582, dove si trova oggi.
Alla fine del XVII secolo Villa de Leyva raggiunse il suo massimo sviluppo, soprattutto dal punto di vista economico, poiché l'arrivo di nuovi coloni e le tecniche di coltivazione permisero l'incremento della pratica di lavori agricoli su larga scala, il cui prodotto principale era il grano, per la cui lavorazione furono costruiti un gran numero di mulini. Per settant'anni Villa de Leyva conobbe il suo picco economico, ma nel 1691 una pestilenza conosciuta come "caduta di polvere" nei raccolti di grano colpì gravemente l'economia della città. La causa di questa tragedia fu attribuita a diverse situazioni temporanee come un'eclissi totale di sole; una maledizione lanciata dal guardiano del convento di San Francisco per il comportamento di alcuni residenti; e una vendetta del mais per aver piantato piante strane, che facevano ammalare la terra. Una causa evidente, però, era lo scarso utilizzo del suolo, la sua qualità e la mancanza di tecniche di rotazione che determinavano il depauperamento dell’agricoltura.
Verso la metà del XVIII secolo Villa de Leyva era in netto declino, numerosi Leyvan emigrarono e molti edifici furono abbandonati. A quel tempo contava circa 2 000 abitanti.
Il letargo in cui entrò lo sviluppo della città le ha permesso di essere un luogo ideale di riposo tra spagnoli e viceré, e ha fatto sì che si conservasse nel tempo fino ai giorni nostri.

### Secolo XIX
Nel 1811, dopo molti sforzi e la creazione di un movimento rivoluzionario, il 5 giugno, Villa de Leyva dichiarò l'indipendenza delle giurisdizioni di Tunja e "appoggiò il governo centralista proposto da Antonio Nariño, presidente dello Stato di Cundinamarca". Di conseguenza, il 4 ottobre, si tenne il primo Congresso delle Province Unite della Nuova Granada, dove Camilo Torres fu eletto presidente della Repubblica Federale e fu ordinata l'occupazione militare della città. Più tardi, Nariño trascorse i suoi ultimi giorni a Villa de Leyva, poiché riteneva che il clima fosse favorevole alla sua salute. La sua morte sarebbe avvenuta il 13 dicembre 1823.

### XX secolo
Nel 1954 il governo dichiarò la Villa monumento nazionale dettando le regole per la sua conservazione. Nel 1967 e nel 1968 la piazza principale smise di essere la piazza del mercato per essere ristrutturata e pavimentata e molti lotti e muri scomparvero per far posto a nuove costruzioni. Una delle caratteristiche principali del comune è che nella sua architettura predomina il tipo coloniale, anche se nel centro si trovano anche alcuni edifici in stile repubblicano. Dalla fine del XX secolo si cominciarono a costruire alcuni edifici in stile contemporaneo, sebbene la politica delle istituzioni statali fosse mirata a preservare il tipo coloniale. La cura per questo tipo di architettura coincide con l'interesse del Comune per la conservazione del patrimonio storico, motivo per cui è incoraggiata una continua ricerca sull'argomento, sia con i suoi edifici che con gli oggetti che proteggono i suoi musei storici.
XXI secolo
Attualmente Villa de Leyva è riconosciuta nel paese, e al di fuori di esso, come luogo ideale per il riposo, gli incontri con la storia, la scienza, l'arte e la cultura, nonché per avere ampi spazi per gli incontri con la natura. Inoltre, da anni è noto per il suo clima semidesertico e il basso inquinamento luminoso come luogo ideale per l'osservazione astronomica. Tutto ciò ha permesso un importante sviluppo turistico divenendo una meta internazionale, il comune è visitato ogni anno da migliaia di stranieri, tra cui giovani viaggiatori, famiglie e anziani.

## Luoghi d'interesse
Plaza principal: con un terreno di 14000 m² completamente asfaltato, situata nel centro della cittadina, è considerata una delle più grandi della Colombia, il che la rende la principale attrazione della cittadina. Dall’inizio degli anni 2010, l’accesso veicolare è stato limitato, consentendo la circolazione pedonale e un’interazione più accogliente.
Chiesa Parrocchiale: Si trova all'interno della piazza principale. 
Casa del Cabildo: reperto storico, situato sul lato nord-est della piazza principale 
Casa Museo Antonio Nariño: in questa casa morì il 13 dicembre 1823 Antonio Nariño, il primo traduttore dei Diritti dell'Uomo e del Cittadino (dal francese allo spagnolo) in America. Di questa casa è responsabile il Ministero della Cultura colombiano.
Casa di Antonio Ricaurte: questo eroe dell'Indipendenza è nato in questa casa. Ora lì potete visitare il museo dell'aeronautica militare colombiana, poiché Ricaurte è riconosciuto come membro dei ribelli indipendentisti armati. 
Plaza de Ricaurte: c'è un monumento all'eroe di San Mateo: Antonio Ricaurte. 
Calle Caliente: è la via commerciale di Villa de Leyva, dove si trovano centri commerciali con un'ampia scelta di ristoranti, negozi di artigianato locale e straniero, merci moderne e opere d'arte. Collega la piazza principale con Plaza Ricaurte, è pedonale e all'estremità sud si trova l'ufficio del turismo del comune, dove è possibile accedere ad informazioni generali sulla città e i suoi dintorni. 
Chiostro di San Agustín: si trova a est di Plaza de Ricaurte. Fu la prima chiesa della città ed è attualmente la sede dell'Istituto Humboldt. 
Museo El Carmen: Si trova nell'angolo sud-ovest di Plaza del Carmen e conserva un gran numero di opere d'arte religiosa.
Fabbrica Reale di Liquori: è un edificio che conserva ancora lo scudo utilizzato dalla Spagna. All'interno sono ancora presenti tracce del vecchio opificio. 
Museo Luis Alberto Acuña: presenta dipinti ad olio e acrilici, nonché i grandi murales realizzati dall'artista Luis Alberto Acuña, in particolare quelli riferiti ai gruppi indigeni preispanici. C'è anche una sezione dedicata in particolare alle sue sculture e ad alcune copie dei libri da lui scritti, oltre a molti degli oggetti personali che utilizzò durante la sua vita. Si trova vicino alla casa di Vargas Vila. 
Museo Paleontologico: si trova nella Casona el Molino de Osada, un edificio del XIX secolo. Nel Museo sono esposti fossili di invertebrati come Ammonoidea (ammoniti), bivalvi, gasteropodi, echinodermi e vertebrati, come sauri marini e pesci, oltre a resti fossili di piante. La sua ubicazione a Villa de Leyva ha permesso lo sviluppo della ricerca per continuare a decifrare l'enorme potenziale geologico, archeologico e paleontologico del territorio. 
Casa in Terracotta: Questa casa è realizzata interamente in argilla, seguendo il tradizionale stile indigeno. In realtà si trattava di una casa privata, tuttavia l'architetto e proprietario ha deciso di trasformarla in un'attrazione turistica poiché venivano sempre molte persone a vederla. È una struttura dall'aspetto affascinante che unisce arte, architettura e sostenibilità.

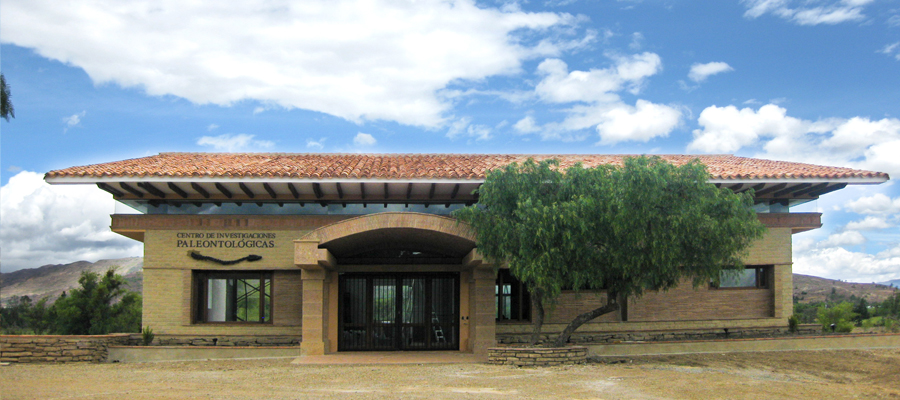
C.I.P

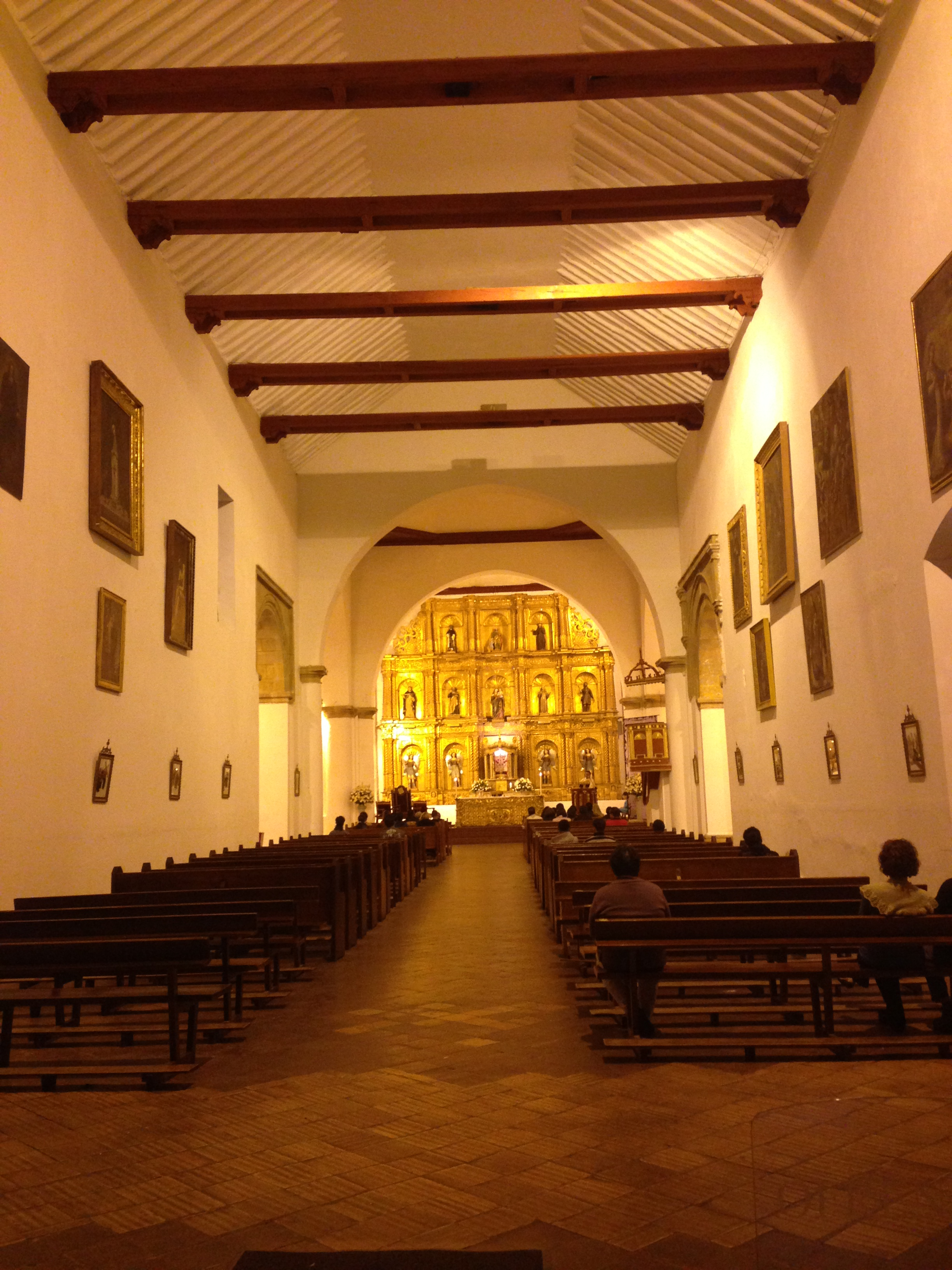
Interno della parroquia principale di Villa de Leyva.

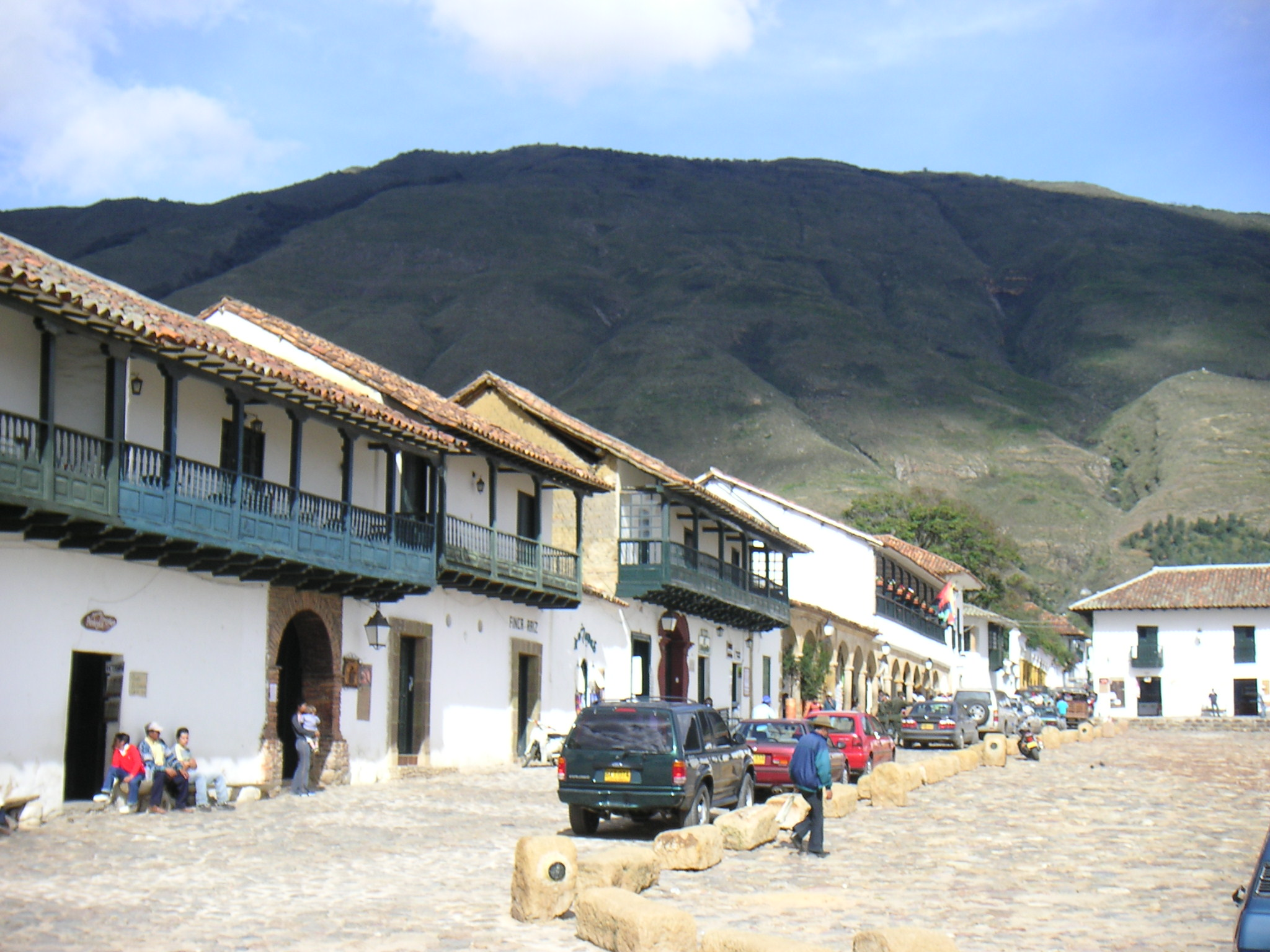
Uno dei fianchi della Piazza Principale.

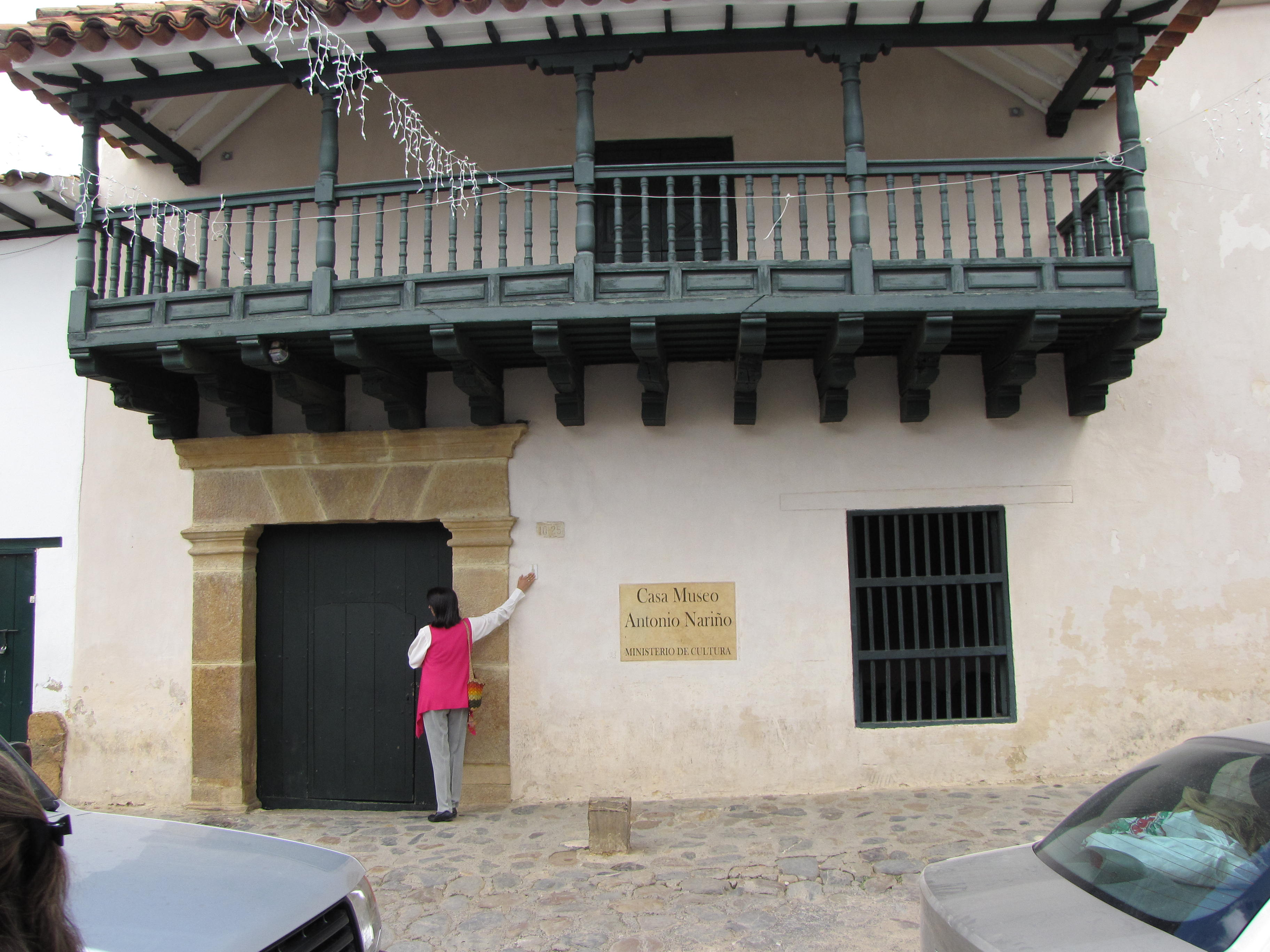
Casa di Nariño.

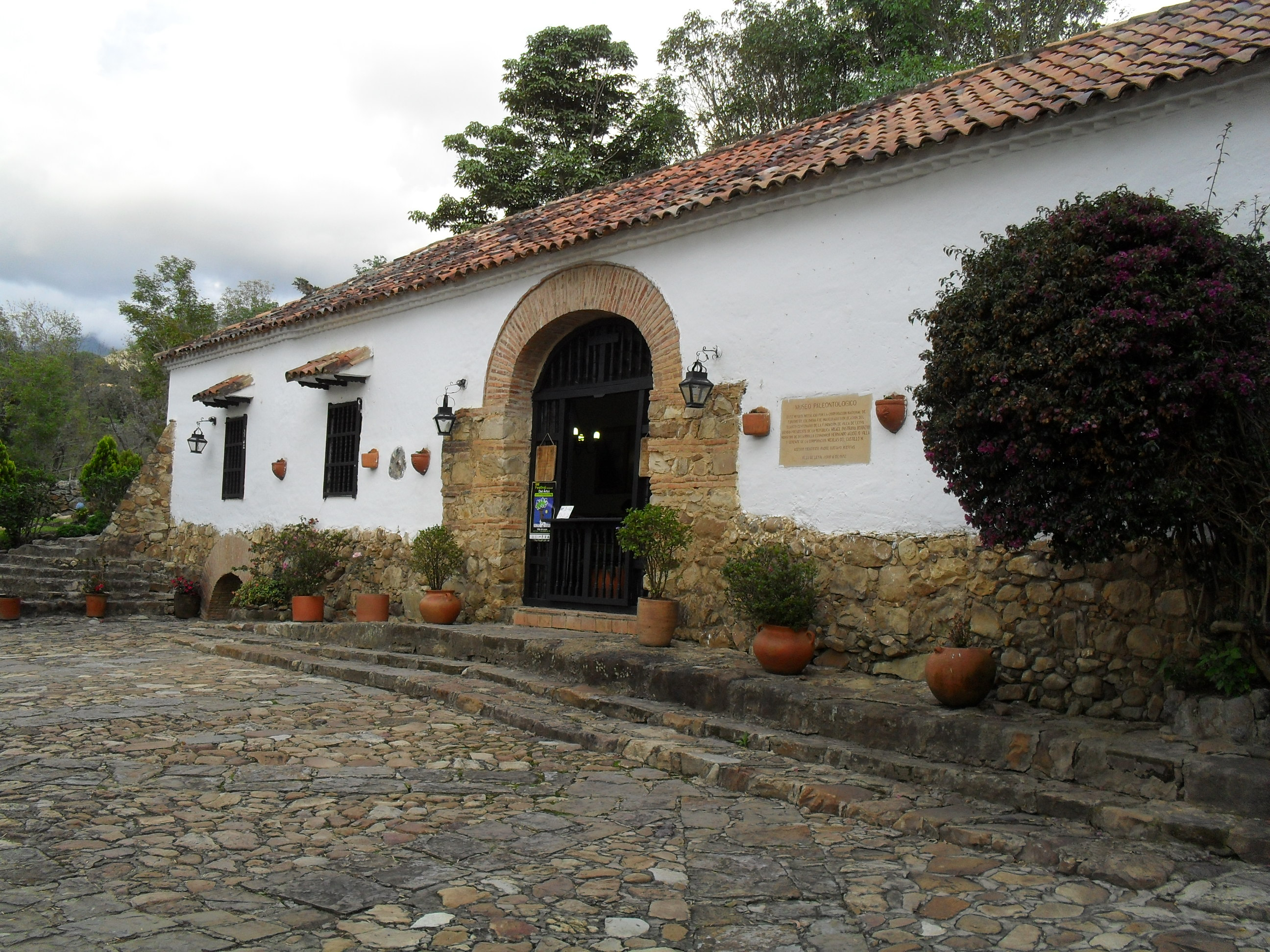
Museo Paleontologico di Villa de Leyva.

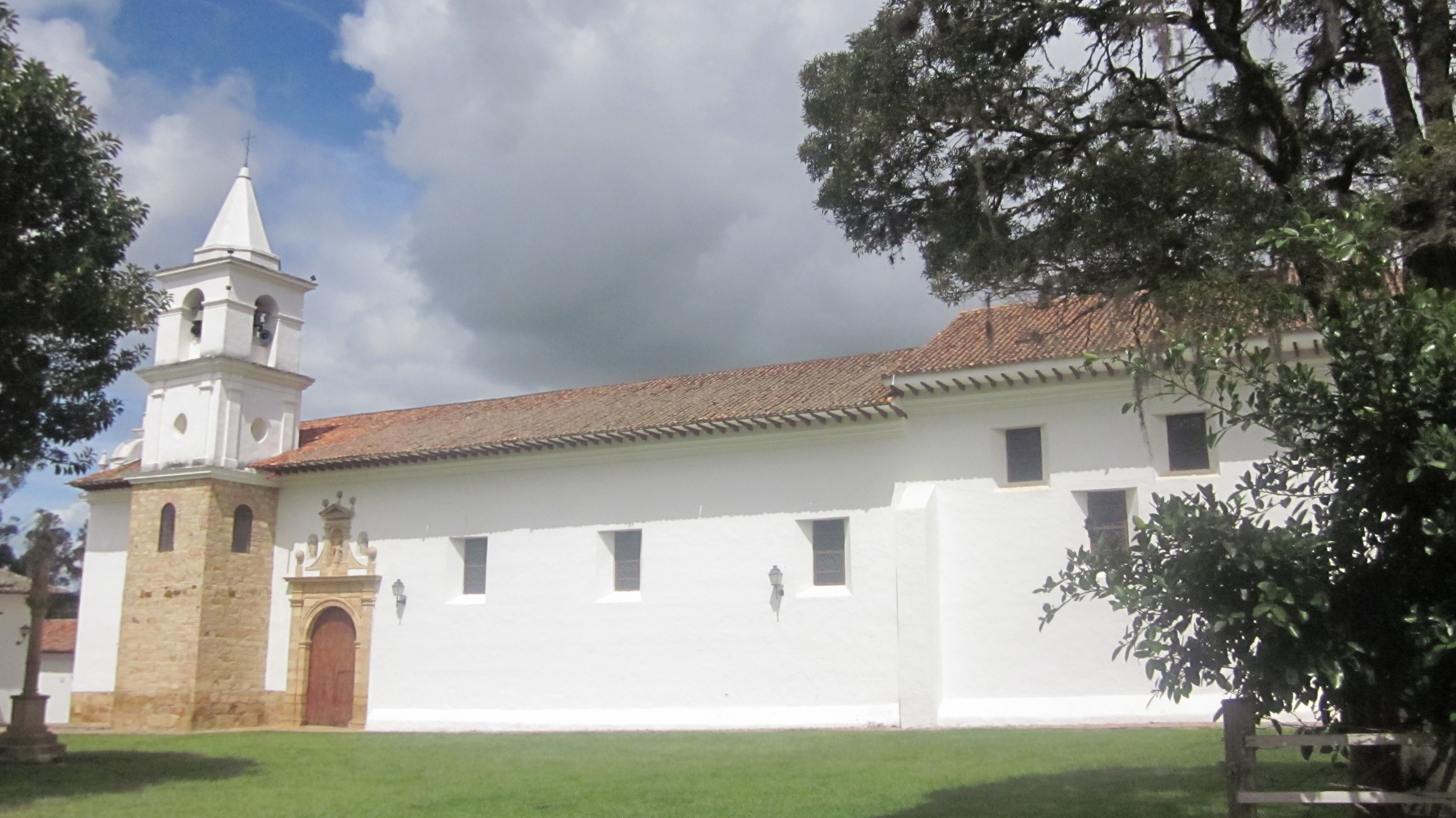
Chiesa Nostra Signora del Carmine